# 에바 리바스
예바 리바스(아르메니아어: Եվա Ռիվասը, 본명: 발레리아 루스테니코바차투우랸(Վալերիա Ռուստետնիկովա-Ծատուրյան), 1987년 7월 13일 ~ )는 아르메니아의 가수이다. 유로비전 송 콘테스트 2010에서 아르메니아 대표로 참가했다.